# Pont Lansdowne (Pakistan)
Pour les articles homonymes, voir Lansdowne.
Le pont de Lansdowne enjambe l'Indus et relie les communes de Sukkur et Rohri dans la province pakistanaise du Sind.

## Description
Le pont de Lansdowne a été conçu par Sir Alexander Rendel et édifié par  F.E. Robertson and Hecquet. La structure pèse quelque 3 300 tonnes. Inauguré en 1889, le pont est destiné au trafic ferroviaire, et devient une route pour automobiles en 1962.
Le pont traverse une véritable île, Bhukkur, apparue à la suite d'un séisme au XIIIe siècle. Un fort occupait le nord de cette île, et un lieu saint au sud. Le fort de Bukkur était un point stratégique du Sind et la source de nombreux récits populaires.

## Histoire
Les premières études de terrain sont effectuées par J. Ramsey entre 1872 et 1874, en prévision de la future arrivée du chemin de fer à Sukkur. J. Ramsey propose à la suite de son étude de construire un pont suspendu de 180 mètres de long. En 1875, Sir James Browne poursuit l'étude et recommande un pont à suspensions rigides de 240 mètres de long.
La ligne ferroviaire de la vallée de l'Indus a atteint Sukkur en 1879. La traversée du fleuve dépendait d'un ferry à vapeur dont la capacité était de huit wagons par voyage. Ce moyen était jugé peu commode et long. Cependant, les choix d'architecture du pont n'avancent pas. Toujours en 1879, Sir Guilford Molesworth recommande la construction d'un pont en arc métallique sur le modèle du Iron Bridge, et J.R. Bell propose la construction un pont à poutres en porte-à-faux d'une longueur de 207 mètres.
Le pont de Lansdowne est l'une des réalisations marquantes de l'ingénierie du XIXe siècle avec un poids avoisinant les 3 300 tonnes. En 1885, la section reliant l'île de Bukkur à Sukkur est achevée. L'autre section du pont, plus compliquée à exécuter, a été conçue par Sir Alexander Rendel et montée par Westwood, Baillie & Co. à Londres. Cette section a été acheminée jusqu'à l'île de Bukkur et son installation a été assurée par F.E. Robertson and Hecquet. Le premier test d'un passage de train sur le pont fut effectué le 19 mars 1885.
Il s'agissait du plus long ouvrage de type cantilever jamais construit lors de son inauguration. Inauguré le 25 mars 1889, il a été conçu pour la circulation de locomotives à vapeur. L'ouvrage a permis la liaison ferroviaire entre Karachi et le nord du pays en s'affranchissant d'un service de ferry pour le passage de l'Indus. La construction du pont a coûté la vie à 6 ouvriers.
Le pont a bénéficié par deux fois de travaux de renforcement de sa structure, en 1910 et en 1939. En 1924, la vitesse autorisée pour les trains sur le point est réduite à 8 km/h.
De 1960 à 1962 a été érigé le pont d'Ayub, un pont métallique en arc. Inauguré le 6 mai 1962, cet ouvrage a accueilli le trafic ferroviaire, et le pont de Lansdowne est devenu un pont routier.

## Critiques
Le pont étonne certains ingénieurs qui ne comprennent pas la logique du poids et du coût de construction de l'édifice. Le 11 juillet 1884, un article de la revue Engineer qualifie le pont de monstruosité esthétique et d'ingénierie.